# Bipartisme
 (janvier 2021).
Si vous disposez d'ouvrages ou d'articles de référence ou si vous connaissez des sites web de qualité traitant du thème abordé ici, merci de compléter l'article en donnant les références utiles à sa vérifiabilité et en les liant à la section « Notes et références ».
Au sein des régimes démocratiques, le bipartisme est une variante particulière du multipartisme qui peut s'expliquer par différentes causes agissant de façon séparée ou combinée :
- deux partis obtiennent régulièrement et de façon alternative des majorités absolues au Parlement leur permettant de gouverner et de se succéder à la tête du gouvernement ;
- les modalités de scrutin aux élections législatives et présidentielles (notamment le scrutin majoritaire) contribuent fortement -sinon imposent- une bipolarisation de l'expression du suffrage politique.
- les considérations de « vote utile » font que la majorité des électeurs apporte son vote au candidat susceptible certes de défendre leur point de vue mais aussi réputé avoir le plus de chances de l'emporter sur les autres candidats en lice.

## Typologie
Il faut distinguer deux types de bipartisme :
- le « bipartisme absolu » est une situation particulière (cf les États-Unis) où les usages et les dispositions réglementaires font que l'action politique et l'alternance démocratique sont censées être assurées par la collaboration et/ou la rivalité entre deux partis et deux partis seulement représentés au Parlement ;
- le « bipartisme élargi » est la situation la plus fréquente (cf le Royaume-Uni) où – de fait, en raison du mode de scrutin à un seul tour – seuls deux partis obtiennent des majorités suffisantes pour être à l'initiative de lois. (Mécanisme décrit par la Loi dite de Duverger). D'autres partis minoritaires peuvent siéger au Parlement et occuper des mandats locaux mais restent cantonnés à un rôle secondaire.

## Pratiques du bipartisme
L'attitude des partis dans les situations de bipartisme est variable.

### Bipolarisation forte
Au Québec, les députés suivent généralement une discipline de parti stricte pour le vote des projets de loi. Un vote contraire à celui du chef de parti, généralement chef du gouvernement si le parti est dans la majorité, peut entraîner des sanctions disciplinaires, allant jusqu'à l'exclusion.
Au Royaume-Uni, la cohésion des partis est également forte : au sein du Parti conservateur (Parti Tory), ou du Parti travailliste (Labour Party), les whips sont chargés de faire régner la discipline de vote.

### Bipolarisation modérée
Dans de nombreux pays démocratiques, bien qu'il existe une multitude de tendances politiques au sein du Parlement, le centre et les extrêmes sont relativement faibles, et doivent souvent conclure des alliances électorales ou élaborer des programmes communs de gouvernement avec les deux principaux partis pour peser plus efficacement sur les orientations générales ou les décisions particulières.
C'est le cas aux États-Unis, où la séparation des pouvoirs implique toujours une certaine dose de collaboration. Au sein des partis démocrate et républicain américains, existe une grande liberté de parole individuelle et les consignes de votes ne sont pas aussi impératives. Est également sous-jacente la diversité des courants qui se manifestent dans chaque camp à l'occasion des élections primaires en vue de l'élection majeure : l'élection présidentielle.

### Bipolarisation plus apparente que réelle
Selon Jérôme Grondeux, le régime politique français pratiquerait une forme très atténuée de bipartisme : le cadre institutionnel en principe favorable au bipartisme serait en permanence bouleversé par la segmentation sociologique et politique de l'électorat réel. « Alors que nos institutions depuis la réforme de 1962 instituant l'élection du président de la république française au suffrage universel direct poussent à l'union de la gauche et de la droite, il apparaît impossible d'établir [en France] un véritable bipartisme ».
La raison profonde remonterait à la Révolution française, où les Français se divisent désormais en « bleus », « blancs » et « rouges » :
- Les « bleus » sont partisans de l'esprit de 1789, de la phase la plus libérale du mouvement. Ils soutiennent la Déclaration des droits de l'homme et du citoyen de 1789 et la Nuit du 4 août, mais à leurs yeux, l'égalité doit être plus politique que sociale : ils sont partisans de la légalité et du gouvernement représentatif, hostiles à la Terreur et aux « sans-culottes ».
- Les « blancs » rejettent autant les idées de 1789 et de 1793 : Ils comptent sur la tradition catholique et monarchique pour présider aux destinées du pays et garantir l'ordre.
- Les « rouges » assument les idées de 1793, la Déclaration des droits de l'homme et du citoyen de 1793 et Constitution de l'an I et la perspective d'une régénération égalitaire de la nation et se reconnaissent dans les aspirations des « sans-culottes » de forger une communauté fraternelle et solidaire.

Dans le cadre de ce partage, les partis blancs et rouges demeurent stables, toujours à droite ou à gauche. En revanche le « parti bleu » plus modéré et libéral pose un problème :
- Situé plutôt à gauche sous la Restauration, il va se diviser entre gauche et droite sous la monarchie de Juillet, la Deuxième République, et le Second Empire.
- Au début de la Troisième République, alors que le régime peine à s'établir, le « parti bleu » se positionne majoritairement à gauche. Gambetta souhaite que le régime trouve son équilibre dans la confrontation organisée entre un grand rassemblement républicain regroupant les gauches de l'époque et un grand bloc conservateur.
- Cependant, à la Belle Époque, l'arc républicain s'ouvre pour se diversifier à nouveau et se répartir sur l'ensemble de l'échiquier politique : les « Radicaux », « rouges » à l'origine se bleuissent à l'occasion de leur installation au pouvoir, socialistes et communistes assumant pour leur part l'héritage « rouge ».
- Dans les années 1930, Paul Reynaud, espoir de la droite républicaine, défend l'idée d'un grand rassemblement des modérés face à une gauche allant des communistes aux radicaux pour animer un « parlementarisme rationalisé » porteur de stabilité politique. Mais il se heurte à Pierre-Étienne Flandin, au sein même de son propre parti (l'Alliance démocratique) qui va réussir à imposer l'idée d'une alliance ponctuelle entre républicains modérés et républicains radicaux situés de part et d'autre de la frontière droite-gauche.

Ultérieurement, si la pratique des alternances démocratiques et des périodes de cohabitation a pu contribuer à dédramatiser le clivage droite-gauche, il apparaît — à l'occasion des congrès ou universités d'été organisés par les forces politiques ou des élections primaires tenues pour désigner les candidats aux élections présidentielles — que les clivages internes au sein de la gauche comme de la droite se sont approfondis :
- À gauche, les courants « rouges » et « bleus » continuent régulièrement à s'affronter : les uns rêvent de démocratie directe, de refonte égalitaire de la société pour aboutir à une société nivelée et fraternelle, tandis que les autres acceptent l'économie de marché et espèrent faire passer un idéal réformateur par le jeu des institutions.
- À droite, les leaders « blancs » ou « bleus » sont en situation de franche rivalité : les uns sont plus libéraux et ouverts aux transformations nécessaires de la société tandis que les autres sont plus autoritaires et partisans d'un État gardien tutélaire de l'ordre.

Dans ces conditions, selon Jérôme Grondreux, les tempéraments politiques en France ne peuvent être analysés dans le cadre d'une logique binaire : les Français sont divisés — depuis la Révolution — selon une partition ternaire. Celle-ci peut évoluer à la marge — l'histoire politique française le démontre suffisamment — mais « Ni l'hégémonie du parti socialiste à gauche, ni celle de l'UMP à droite ne sont donc pour demain ».
Lorsque la politique menée est similaire ou identique par les deux partis, on obtient, à défaut d'un parti unique, une politique unique.
Cela peut se dissimuler par un clivage politique exacerbé sur les questions mineures (politiques sociétales, etc.).

## Pays bipartites
- Antigua-et-Barbuda
- Argentine
- Australie
- Bahamas
- Bangladesh
- Barbade
- Belize
- Canada
- Cap-Vert
- États-Unis
- Ghana
- Grèce
- Grenade
- Guyana
- Honduras
- Jamaïque
- Malte
- Mozambique
- Nauru
- Nicaragua
- Nouvelle-Zélande
- Royaume-Uni
- Saint-Christophe-et-Niévès
- Sainte-Lucie
- Saint-Vincent-et-les-Grenadines
- Sierra Leone
- Trinité-et-Tobago
- Zimbabwe